# 9 grudnia
9 grudnia jest 343. (w latach przestępnych 344.) dniem w kalendarzu gregoriańskim. Do końca roku pozostaje 22 dni.

## Święta
- Imieniny obchodzą: Chwalimira, Delfina, Gorgonia, Jan, Leokadia, Liboriusz, Naczęmir, Natasza, Piotr, Prokul, Waleria, Wielisława, Wiesław, Wiesława i Wrocisław
- Mariany Północne – Święto Konstytucji
- Międzynarodowe – Międzynarodowy Dzień Przeciwdziałania Korupcji (ustanowione przez Zgromadzenie Ogólne ONZ 31 października 2003 roku)[1]
- Peru – Dzień Armii
- Tanzania – Święto Niepodległości
- Wspomnienia i święta w Kościele katolickim[2][3] obchodzą:
  - bł. Bernard Maria Silvestrelli (prezbiter)
  - św. Gorgonia z Nazjanzu (siostra św. Grzegorza Teologa)
  - św. Juan Diego (Jan Diego Cuahtlatoatzin)
  - św. Leokadia z Toledo (męczennica)
  - bł. Liboriusz Wagner (prezbiter i męczennik)
  - św. Piotr Fourrier (zakonnik)
  - św. Syrus z Pawii (biskup)
  - św. Waleria z Limoges (męczennica)

## Wydarzenia w Polsce
- 1410 – Zawarto polsko-krzyżacki rozejm w Nieszawie.
- 1466 – Wojewoda inowrocławski i starosta bydgoski Jan Kościelecki jako wotum dziękczynne za powrót w wyniku pokoju toruńskiego Pomorza Gdańskiego do Polski ufundował, za uprzednią zgodą króla Kazimierza IV Jagiellończyka, ołtarz pod wezwaniem Najświętszej Marii Panny w kościele farnym w Bydgoszczy. Na główną ozdobę ołtarza zamówił bądź zakupił obraz Matki Bożej Pięknej Miłości nieznanego autora.
- 1587 – Szwedzki królewicz i król elekt Zygmunt Waza przybył do Krakowa, gdzie 27 grudnia został koronowany na króla Polski i wielkiego księcia litewskiego.
- 1595 – W pożarze kościoła Bożego Ciała w Krakowie spłonęły organy i dach.
- 1788 – Sejm Czteroletni powołał Niezależną Deputację Spraw Zagranicznych.
- 1916 – Weszła do obiegu marka polska.
- 1919 – Ustąpił rząd Ignacego Jana Paderewskiego.
- 1921 – Założono Polski Związek Łyżwiarski.
- 1922 – Gabriel Narutowicz został wybrany przez Zgromadzenie Narodowe na pierwszego prezydenta RP.
- 1930 – W Katowicach zebrał się po raz pierwszy Sejm Śląski III kadencji.
- 1931 – Przeprowadzono drugi Powszechny Spis Ludności.
- 1933 – Premiera filmu obyczajowego Zabawka w reżyserii Michała Waszyńskiego.
- 1944 – W Kaliszu zakończyły się pokazowe procesy Polaków działających w ruchu oporu oraz współpracujących z nim osób narodowości niemieckiej.
- 1948 – Założono Zakłady Wytwórcze Lamp Elektrycznych im. Róży Luksemburg w Warszawie.
- 1956 – Istniejąca od 4 lutego 1951 roku Sekcja Piłki Nożnej Głównego Komitetu Kultury Fizycznej powróciła do nazwy Polski Związek Piłki Nożnej.
- 1957 – Po 11 latach od daty produkcji odbyła się premiera filmu Dwie godziny w reżyserii Stanisława Wohla i Józefa Wyszomirskiego.
- 1970 – Założono grupę muzyczną Bemibek.
- 1973 – Odbyły się wybory do Rad Narodowych.
- 1980 – W Krzywopłotach pod Karlinem podczas prac wiertniczych doszło do erupcji i zapłonu ropy naftowej.
- 1982 – Tadeusz Salwa został prezydentem Krakowa.
- 1990 – W II turze wyborów prezydenckich Lech Wałęsa pokonał Stanisława Tymińskiego.
- 1991 – W Toruniu rozpoczęło nadawanie Radio Maryja.
- 1993 – Premiera filmu Dwa księżyce w reżyserii Andrzeja Barańskiego.
- 1994 – Na stacji kolejowej w Bednarach koło Łowicza pociąg osobowy najechał na tył pociągu towarowego, w wyniku czego zginęła jedna osoba, a 66 odniosło obrażenia.
- 1997 – Rada Języka Polskiego przyjęła uchwałę, zgodnie z którą imiesłowy przymiotnikowe z partykułą „nie” piszemy zawsze łącznie.
- 2001 – Zlikwidowano KWK „1 Maja” w Wodzisławiu Śląskim.
- 2006:
  - W Katowicach otwarto tunel pod Rondem gen. Jerzego Ziętka.
  - W rozegranym na stadionie Ruchu Chorzów meczu towarzyskim reprezentacja Śląska w piłce nożnej zremisowała 1:1 z reprezentacją Polski.

## Wydarzenia na świecie

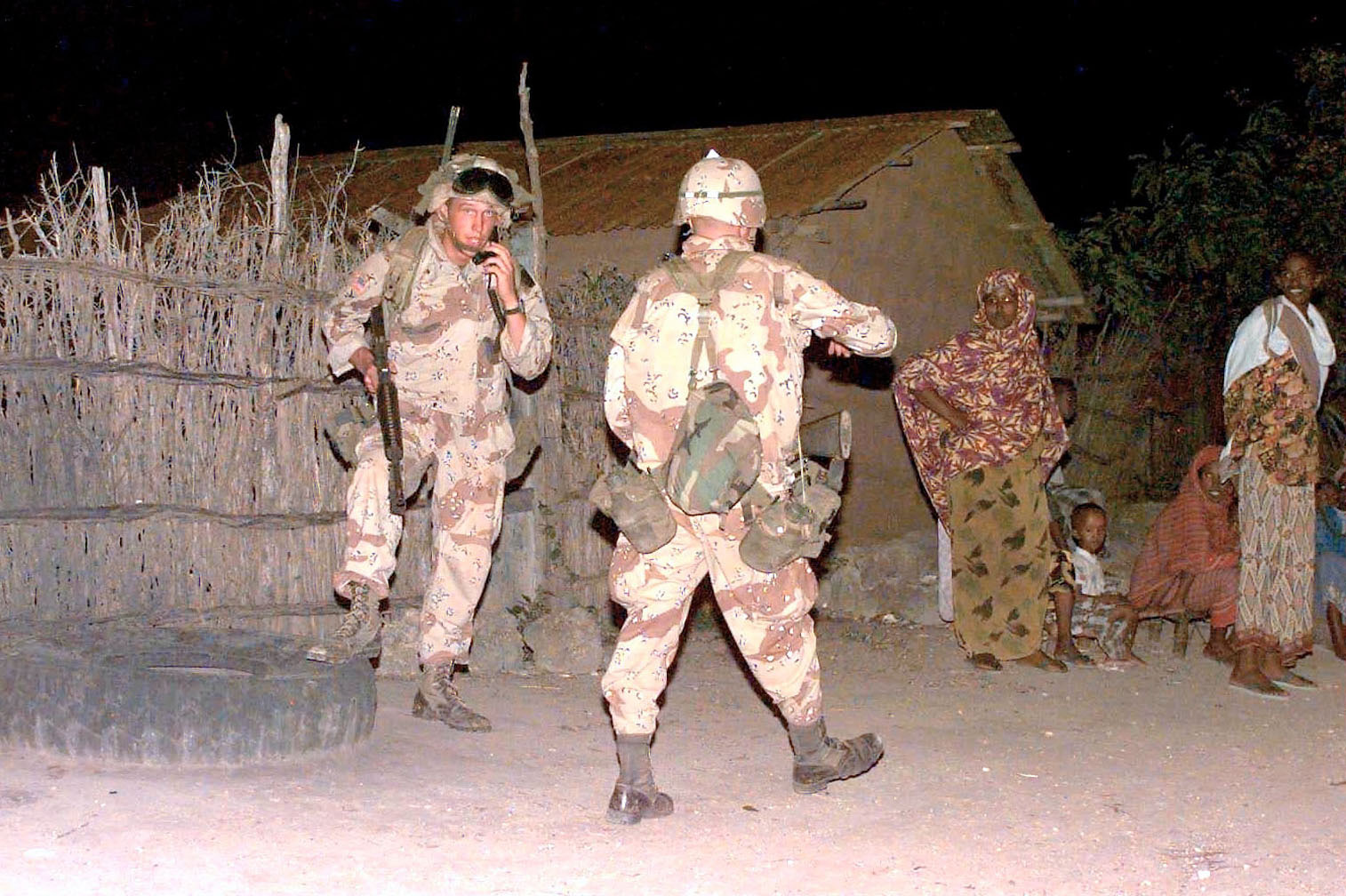
Amerykańscy żołnierze podczas operacji „Przywrócić nadzieję” (1993)

- 536 – Wojska wodza bizantyjskiego Belizariusza zajęły bez walki opuszczony przez Ostrogotów Rzym.
- 656 – Kalif Ali ibn Abi Talib pokonał buntowników w tzw. bitwie wielbłądziej pod Basrą.
- 1165 – Wilhelm I Lew został królem Szkocji.
- 1212 – Fryderyk II Hohenstauf został koronowany w Moguncji na króla niemieckiego.
- 1315 – Po odparciu inwazji wojsk habsburskich w bitwie pod Morgarten, szwajcarskie kantony Uri, Schwyz i Unterwalden odnowiły podpisany w roku 1291 sojusz związkowy.
- 1425 – Założono Katolicki Uniwersytet w Lowanium w dzisiejszej Belgii.
- 1478 – Wojna o sukcesję głogowską: w decydującej bitwie pod Mittenwalde Węgrzy pod wodzą Jana Zelenaya zadali klęskę Brandenburczykom.
- 1531 – W Meksyku miało miejsce pierwsze objawienie Matki Bożej z Guadalupe.
- 1582 – Francja przeszła na kalendarz gregoriański.
- 1588 – Książę Meklemburgii-Güstrow Ulryk poślubił w Wolgast swą drugą żonę, księżniczkę pomorską Annę.
- 1687 – Józef I Habsburg w wieku 9 lat został koronowany na króla Węgier, które stały się w ten sposób lennem Habsburgów.
- 1688 – Chwalebna rewolucja: zwycięstwo wojsk Wilhelma III Orańskiego nad zwolennikami króla Anglii i Szkocji Jakuba II Stuarta w bitwie pod Reading.
- 1706:
  - Jan V Wielkoduszny został królem Portugalii.
  - Na Baszcie Spasskiej moskiewskiego Kremla zamontowano zegar sprowadzony z Holandii przez cara Piotra I Wielkiego.
- 1710 – Wojna o sukcesję hiszpańską: zwycięstwo wojsk francusko-hiszpańskich nad brytyjskimi w bitwie pod Birhuegą.
- 1714 – Imperium Osmańskie wypowiedziało wojnę Wenecji.
- 1726 – Prospero Lorenzo Lambertini (późniejszy papież Benedykt XIV) został mianowany kardynałem.
- 1785 – Martinho de Melo e Castro został pierwszym ministrem (premierem) Portugalii.
- 1803 – Kongres Stanów Zjednoczonych przyjął 12. poprawkę do Konstytucji dotyczącą sposobu wyboru władzy wykonawczej.
- 1824 – Zwycięstwo wojsk pod dowództwem gen. Antonio José de Sucre nad Hiszpanami w bitwie pod Ayacucho, które zadecydowało o niepodległości kolonii hiszpańskich w Ameryce Południowej.
- 1836 – W Petersburgu odbyła się premiera antypolskiej opery Życie za cara z muzyką Michaiła Glinki i librettem Nestora Kukolnika, Georgija Rozena, Władimira Sołłoguba i Wasilija Żukowskiego.
- 1839 – Maceió zostało stolicą brazylijskiego stanu Alagoas.
- 1842 – W Petersburgu odbyła się premiera opery Rusłan i Ludmiła z muzyką Michaiła Glinki i librettem Waleriana Szyrkowa.
- 1844 – Anson Jones został ostatnim prezydentem Republiki Teksasu.
- 1853 – W starożytnych katakumbach przy Via Appia odkryto grób żyjącej w III wieku św. Wibiany.
- 1856 – Wojna brytyjsko-perska: wojska brytyjskie zdobyły Buszehr.
- 1861 – Wojna secesyjna: powstała Wspólna Komisja Kongresu Stanów Zjednoczonych do spraw Prowadzenia Wojny.
- 1871 – Założono miasto Las Margaritas w Meksyku.
- 1874 – Przejście Wenus na tle tarczy Słońca.
- 1875 – Antonio Borrero został prezydentem Ekwadoru.
- 1879 – Antonio Cánovas del Castillo został po raz trzeci premierem Hiszpanii.
- 1889 – W Chicago oddano do użytku Auditorium Building.
- 1892 – Francuski astronom Auguste Charlois odkrył planetoidę (349) Dembowska.
- 1893:
  - Anarchista Auguste Vaillant dokonał zamachu bombowego we francuskim Zgromadzeniu Narodowym, raniąc około 50 osób.
  - Została odkryta Wyspa Robertsona u wybrzeży Antarktydy.
- 1894 – W Bukareszcie wyjechał na trasę pierwszy tramwaj elektryczny.
- 1895 – Auguste Charlois odkrył planetoidę (409) Aspasia.
- 1898:
  - Powstała Republika Krety, będąca autonomicznym państwem pod protektoratem osmańskim.
  - W Kenii zastrzelono pierwszego z dwóch tzw. lwów z Tsavo, które w ciągu 9 miesięcy zabiły co najmniej 28 robotników budujących most kolejowy.
- 1899 – Zwodowano szwedzki krążownik torpedowy „Clas Uggla”.
- 1905:
  - W Dreźnie odbyła się premiera opery Salome Richarda Straussa.
  - We Francji przyjęto ustawę o rozdziale Kościoła od państwa.
- 1906 – Założono luksemburski klub piłkarski Fola Esch.
- 1909 – W amerykańskim stanie Pensylwania ukończono budowę Zapory Austin.
- 1910 – W wyniku eksplozji w kopalni węgla kamiennego w Bellevue w kanadyjskiej prowincji Alberta zginęło 30 górników.
- 1911 – Chalifa ibn Harub został sułtanem Zanzibaru.
- 1912 – Niemiecki astronom Heinrich Vogt odkrył planetoidę (735) Marghanna.
- 1913 – Gaston Doumergue został premierem Francji.
- 1917 – I wojna światowa:
  - Jerozolima została zajęta przez wojska brytyjskie.
  - Rumunia podpisała zawieszenie broni z Austro-Węgrami i Niemcami.
- 1919 – Alexandru Vaida-Voievod został premierem Rumunii.
- 1920 – Michael Hainisch został prezydentem Austrii.
- 1924 – Premiera radzieckiego filmu niemego Przygody Oktiabryny w reżyserii Grigorija Kozincewa i Leonida Trauberga.
- 1926 – Kim Gu został prezydentem emigracyjnego Koreańskiego Rządu Tymczasowego.
- 1927 – Jaan Tõnisson został starszym państwa (prezydentem) Estonii.
- 1929 – Aleksandros Zaimis został prezydentem Grecji.
- 1931 – Uchwalono Konstytucję Republiki Hiszpańskiej.
- 1934 – Otwarto De Meer Stadion w Amsterdamie.
- 1936 – Krótko po stracie z Londynu rozbił się lecący do Amsterdamu holenderski samolot pasażerski Douglas DC-2. Zginęło 15 spośród 17 osób na pokładzie, w tym były premier Szwecji Arvid Lindman i hiszpański pilot, wynalazca i konstruktor lotniczy Juan de la Cierva.
- 1939:
  - Prezydent RP Władysław Raczkiewicz powołał we Francji Radę Narodową Rzeczypospolitej Polskiej.
  - Wszedł do służby niemiecki krążownik pomocniczy HSK „Orion”.
- 1940:
  - Chiny wypowiedziały wojnę Japonii, III Rzeszy i Włochom.
  - Wojska brytyjskie w Afryce rozbiły większość sił 10. armii włoskiej i wkroczyły do Cyrenajki.
- 1941 – Wojna na Pacyfiku: Japończycy przeprowadzili desant na Filipinach.
- 1943 – Wojna na Pacyfiku: w Jesselton na Borneo Północnym wybuchło antyjapońskie powstanie.
- 1944 – Zwycięstwo jugosłowiańskich partyzantów nad wojskami niemiecko-chorwackimi w bitwie o Knin (7 listopada-9 grudnia).
- 1945 – Amerykański generał George Patton został ciężko ranny w wypadku samochodowym w niemieckim Mannheim, w wyniku czego zmarł 21 grudnia w szpitalu w Heidelbergu.
- 1946 – Przed Międzynarodowym Trybunałem Wojskowym w Norymberdze rozpoczął się tzw. proces lekarzy.
- 1947 – Wojna o niepodległość Indonezji: holenderscy żołnierze dokonali masakry 431 mieszkańców wsi Rawagede w prowincji Jawa Zachodnia.
- 1948 – Została podpisana Konwencja ONZ w sprawie Zapobiegania i Karania Zbrodni Ludobójstwa.
- 1950 – Szpieg atomowy Harry Gold został skazany przez amerykański sąd na karę 30 lat pozbawienia wolności.
- 1952 – Utrzymujący się od 5 do 9 grudnia tzw. wielki smog londyński przyczynił się do śmierci ok. 12 tys. osób.
- 1955 – Założono chilijski klub piłkarski Deportes La Serena.
- 1956 – 62 osoby zginęły w katastrofie lotniczej w kanadyjskiej prowincji Kolumbia Brytyjska.
- 1960 – Wyemitowano premierowy odcinek brytyjskiej opery mydlanej Coronation Street.
- 1961:
  - Adolf Eichmann został uznany przez izraelski sąd za winnego zbrodni wojennych podczas II wojny światowej.
  - Tanganika uzyskała niepodległość (od Wielkiej Brytanii).
- 1962:
  - Papież Jan XXIII kanonizował francuskiego księdza Piotra Juliana Eymarda.
  - Założono Park Narodowy Skamieniałego Lasu w Arizonie.
- 1965 – Nikołaj Podgorny został przewodniczącym Prezydium Rady Najwyższej ZSRR.
- 1966 – Barbados został członkiem ONZ.
- 1967 – Nicolae Ceaușescu został przewodniczącym Rady Państwa Rumunii.
- 1968 – Amerykański naukowiec Douglas Engelbart przedstawił demonstrację komputerową, zwaną dziś Matką Wszystkich Demo, podczas której zaprezentował wiele rozwiązań, m.in.: okna, hipertekst, wideokonferencję, mysz komputerową i procesor tekstu.
- 1968 – W Szwecji rozpoczął się wielki strajk w kopalniach spółki LKAB.
- 1971:
  - Wojna indyjsko-pakistańska: usiłujące zbombardować lotnisko w stolicy Bangladeszu Dhace indyjskie samoloty omyłkowo zrzuciły bomby na pobliski sierociniec, w wyniku czego zginęło ok. 300 dzieci.
  - Zjednoczone Emiraty Arabskie zostały członkiem ONZ.
- 1974:
  - Premiera filmu Alicja już tu nie mieszka w reżyserii Martina Scorsese.
  - Takeo Miki został premierem Japonii.
- 1981 – Dziennikarz i działacz polityczny Mumia Abu-Jamal rzekomo zastrzelił podczas kontroli drogowej w Filadelfii policjanta Daniela Faulknera, za co został skazany na karę śmierci.
- 1987:
  - Na Zachodnim Brzegu i w Strefie Gazy Palestyńczycy rozpoczęli I intifadę.
  - Premiera filmu Imperium słońca w reżyserii Stevena Spielberga.
- 1988:
  - Dokonano oblotu szwedzkiego myśliwca wielozadaniowego Saab JAS 39 Gripen.
  - Podpisano umowę o handlu wyrobami przemysłowymi pomiędzy Wspólnotami europejskimi a Czechosłowacją.
  - Premiera filmu kryminalnego Missisipi w ogniu w reżyserii Alana Parkera.
- 1990:
  - Palestyńscy terroryści wrzucili bombę do posterunku wojskowego w Betlejem, w wyniku czego zginął izraelski żołnierz, a 20 zostało rannych.
  - Papież Jan Paweł II kanonizował Marię Małgorzatę d’Youville.
- 1991 – W Rzymie odbyła się prezentacja Fiata Cinquecento.
- 1992:
  - Amerykańscy marines wylądowali na plażach Somalii w ramach operacji ONZ „Przywrócić Nadzieję”.
  - Premier John Major ogłosił w Izbie Gmin separację księżnej Diany i księcia Karola.
- 1993 – Gruzja przystąpiła do Wspólnoty Niepodległych Państw.
- 1998 – Dżanlawyn Narancacralt został premierem Mongolii.
- 2000 – Poświęcono kościół Narodzenia Najświętszej Marii Panny w Homlu na Białorusi.
- 2001:
  - Alamara Nhassé został premierem Gwinei Bissau.
  - Ranil Wickremesinghe został po raz drugi premierem Sri Lanki.
  - We włoskim Cogne polska biegaczka narciarska Justyna Kowalczyk zaliczyła pierwszy w swojej karierze start w zawodach pucharu świata.
- 2002:
  - Partyzantka walcząca o niepodległość prowincji Aceh podpisała porozumienie o zawieszeniu broni z władzami Indonezji.
  - Premiera filmu sensacyjnego Gangi Nowego Jorku w reżyserii Martina Scorsese.
- 2003 – 6 osób zginęło, a 44 zostały ranne w samobójczym zamachu bombowym dokonanym przez Czeczenkę na Placu Czerwonym w Moskwie.
- 2004 – Cellou Dalein Diallo został premierem Gwinei.
- 2005:
  - Rozpoczęto budowę Gazociągu Północnego.
  - W Londynie zakończono eksploatację piętrowych autobusów Routemaster.
- 2006 – 45 osób zginęło, a 200 zostało rannych w pożarze szpitalnego oddziału dla uzależnionych w Moskwie.
- 2008:
  - Na Litwie zaprzysiężono II rząd Andriusa Kubiliusa.
  - Pod zarzutem korupcji został aresztowany gubernator stanu Illinois Rod Blagojevich.
- 2011:
  - 93 osoby zginęły, a kilkadziesiąt zostało rannych w pożarze szpitala w indyjskiej Kolkacie.
  - W Brukseli został podpisany traktat akcesyjny Chorwacji z Unią Europejską.
- 2012 – Pod wpływem protestów społecznych prezydent Egiptu Muhammad Mursi anulował dekrety rozszerzające jego władzę.
- 2014:
  - Isa Mustafa został premierem Kosowa.
  - Manasseh Sogavare został po raz trzeci premierem Wysp Salomona.
- 2016 – 57 osób zginęło, a co najmniej 177 zostało rannych w zamachu bombowym przeprowadzonym przez dwie terrorystki-samobójczynie na targowisku w mieście Madagali w nigeryjskim stanie Adamawa.

## Eksploracja kosmosu
- 1978 – Próbniki amerykańskiej sondy Pioneer Venus 2 wylądowały na Wenus.
- 1988 – Francuz Jean-Loup Chrétien, jako pierwszy astronauta spoza USA i ZSRR, odbył spacer kosmiczny.
- 2006 – Christer Fuglesang został pierwszym Szwedem w kosmosie jako członek załogi wahadłowca Discovery.

## Urodzili się
- 1336 – Zekkai Chūshin, japoński mistrz zen, poeta, kaligraf (zm. 1405)
- 1392 – Piotr, infant i regent Portugalii, książę Coimbry (zm. 1449)
- 1447 – Chenghua, cesarz Chin (zm. 1487)
- 1482 – Fryderyk II Wittelsbach, elektor Palatynatu Reńskiego (zm. 1556)
- 1508 – Gemma Frisius, holenderski matematyk, kartograf (zm. 1555)
- 1549 – Costanzo Antegnati, włoski kompozytor (zm. 1624)
- 1571:
  - Willem Blaeu, holenderski kartograf, wydawca (zm. 1638)
  - Adriaan Metius, holenderski matematyk (zm. 1635)
- 1579 – Marcin de Porrès, peruwiański dominikanin, mistyk, święty (zm. 1639)
- 1581 – Emilia Antwerpiana Orańska, księżna Palatynatu-Zweibrücken-Landsberg (zm. 1657)
- 1592 – Krzysztof Arciszewski, polski, holenderski i brazylijski generał, admirał floty brazylijskiej (zm. 1656)
- 1594 – Gustaw II Adolf, król Szwecji (zm. 1632)
- 1608 – John Milton, angielski prozaik, poeta (zm. 1674)
- 1610 – Baldassare Ferri, włoski śpiewak (kastrat) (zm. 1680)
- 1640 – (data chrztu) Johann Christoph Doebel, niemiecki rzeźbiarz (zm. 1705 lub 13)
- 1652 – August Quirinus Rivinus, niemiecki lekarz, botanik, astronom (zm. 1723)
- 1667 – William Whiston, brytyjski matematyk, historyk, teolog (zm. 1752)
- 1687 – Antonio Ferrante Gonzaga, książę Guastalli, Bozzolo i Sabbionety, markiz Luzzary (zm. 1729)
- 1692 – Camillo Paolucci, włoski duchowny katolicki biskup Frascati i Porto-Santa Rufina, kardynał (zm. 1763)
- 1717 – Johann Joachim Winckelmann, niemiecki archeolog, historyk sztuki (zm. 1768)
- 1728 – Pietro Alessandro Guglielmi, włoski kompozytor (zm. 1804)
- 1731 – Edward Thurlow, brytyjski arystokrata, prawnik, polityk (zm. 1806)
- 1742 – Carl Scheele, szwedzko-niemiecki farmaceuta, chemik (zm. 1786)
- 1743 – Stephen Mix Mitchell, amerykański prawnik, polityk, senator (zm. 1835)
- 1745 – Maddalena Laura Sirmen, włoska kompozytorka, skrzypaczka, śpiewaczka (zm. 1818)
- 1748 – Claude-Louis Berthollet, francuski chemik (zm. 1822)
- 1751 – Maria Ludwika Burbon-Parmeńska, królowa Hiszpanii (zm. 1819)
- 1754 – Francis Rawdon-Hastings, brytyjski arystokrata, wojskowy, polityk (zm. 1826)
- 1769 – Ksawery Starzeński, polski szlachcic, ichtiolog (zm. 1828)
- 1773 – Armand Caulaincourt, francuski generał, dyplomata (zm. 1827)
- 1782 – Waleria Tarnowska, polska malarka, kolekcjonerka (zm. 1849)
- 1806 – Jean-Olivier Chénier, kanadyjski lekarz, uczestnik rebelii patriotycznej w Dolnej Kanadzie (zm. 1837)
- 1821 – Marcus Goldman, amerykański bankier, przedsiębiorca, finansista pochodzenia żydowskiego (zm. 1904)
- 1823 – Rosalie Olivecrona, szwedzka pisarka, feministka (zm. 1898)
- 1827 – Joseph-Chrétien-Ernest Bourret, francuski duchowny katolicki, arcybiskup Rodez, kardynał (zm. 1896)
- 1828:
  - Joseph Dietzgen, niemiecki dziennikarz, filozof socjalistyczny (zm. 1880)
  - Egidio Mauri, włoski duchowny katolicki, arcybiskup Ferrary, kardynał (zm. 1896)
- 1829 – August Łoś, polski ziemianin, polityk (zm. 1902)
- 1831 – Maurice de Hirsch, niemiecki i austro-węgierski finansista, filantrop pochodzenia żydowskiego (zm. 1896)
- 1834 – Leopold Carl Müller, austriacki malarz, rysownik (zm. 1892)
- 1835 – Karl Rauchfuss, rosyjski pediatra, laryngolog pochodzenia niemieckiego (zm. 1915)
- 1837:
  - Sukenori Kabayama, japoński hrabia, admirał, generał, pierwszy gubernator generalny Tajwanu (zm. 1922)
  - Émile Waldteufel, francuski kompozytor pochodzenia żydowskiego (zm. 1915)
- 1838:
  - Gerard Bilders, holenderski malarz, kolekcjoner (zm. 1865)
  - George Strahan, brytyjski wojskowy, administrator kolonialny (zm. 1887)
- 1843 – Gottfried Merzbacher, niemiecki podróżnik, alpinista (zm. 1926)
- 1844 – Giulio Tonti, włoski kardynał, dyplomata (zm. 1918)
- 1846 – Bernard Alojzy Łubieński, polski redemptorysta, kaznodzieja, misjonarz, pisarz, Sługa Boży (zm. 1933)
- 1848 – Joel Chandler Harris, amerykański dziennikarz, poeta, prozaik, folklorysta (zm. 1908)
- 1850 – Emma Abbott, amerykańska śpiewaczka operowa (sopran) (zm. 1891)
- 1851 – Chuna Wolfsthal, polski kompozytor, wiolonczelista, dyrygent pochodzenia żydowskiego (zm. 1924)
- 1853 – Henri Duhamel, francuski alpinista (zm. 1917)
- 1854:
  - Walery Gostomski, polski historyk i krytyk literatury (zm. 1915)
  - Pekka Hannikainen, fiński kompozytor, dyrygent (zm. 1924)
- 1855 – Giorgio Gusmini, włoski duchowny katolicki, arcybiskup Bolonii, kardynał (zm. 1921)
- 1856 – Ernst Brenner, szwajcarski polityk, prezydent Szwajcarii (zm. 1911)
- 1857:
  - Czesław Jankowski, polski poeta, publicysta, historyk, krajoznawca, działacz społeczny (zm. 1929)
  - Jan Kozakiewicz, polski dziennikarz, polityk (zm. 1927)
- 1858 – Joshua Weldon Miles, amerykański polityk (zm. 1929)
- 1860 – Zygmunt Srebrny, polski otorynolaryngolog pochodzenia żydowskiego (zm. 1941)
- 1862:
  - Tadeusz Jaroszyński, polski pisarz, recenzent teatralny, rysownik (zm. 1917)
  - Karel Kovařovic, czeski kompozytor, dyrygent (zm. 1920)
- 1863 – Borys Hrinczenko, ukraiński pisarz, etnograf, działacz oświatowy (zm. 1910)
- 1864:
  - Willoughby Hamilton, irlandzki tenisista (zm. 1943)
  - Josef Markwart, niemiecki filolog-orientalista, historyk, etnolog, wykładowca akademicki (zm. 1930)
- 1865 – Anna (Potto), rosyjska mniszka prawosławna (zm. 1903)
- 1867:
  - Reinhold Heuer, niemiecki pastor, historyk sztuki (zm. 1946)
  - Grigorios Ksenopulos, grecki prozaik, dramaturg (zm. 1951)
- 1868:
  - Alberto De Marinis Stendardo di Ricigliano, włoski generał, polityk (zm. 1940)
  - Fritz Haber, niemiecki chemik, wykładowca akademicki, laureat Nagrody Nobla pochodzenia żydowskiego (zm. 1934)
- 1870:
  - Francisco Carvajal, meksykański prawnik, polityk, prezydent Meksyku (zm. 1932)
  - Jan Roth, polski jezuita, profesor prawa kanonicznego (zm. 1944)
- 1871 – Fran Govekar, słoweński prozaik, dramaturg (zm. 1949)
- 1872:
  - Thomas W. Hardwick, amerykański prawnik, polityk, senator (zm. 1944)
  - Henryk Mikolasch, polski fotograf, malarz (zm. 1931)
  - Christiaan Theodoor van Valkenburg, holenderski neurolog, psychiatra (zm. 1962)
  - Marian Zbrowski, polski prawnik, poeta (zm. 1943 lub 44)
- 1873 – Henry S. Caulfield, amerykański prawnik, polityk, gubernator Missouri (zm. 1966)
- 1874 – Hans von Seißer, niemiecki pułkownik, dowódca bawarskiej policji i szef wydziału policyjnego bawarskiego ministerstwa spraw wewnętrznych (zm. 1973)
- 1875 – Harry Miller, amerykański inżynier samochodowy, przedsiębiorca (zm. 1943)
- 1876:
  - Ludwig Halberstädter, niemiecki radiolog, dermatolog pochodzenia żydowskiego (zm. 1946)
  - Mykoła Hlibowycki, starorusiński prawnik, polityk (zm. 1918)
  - Adam Konopnicki, polski pedagog, poeta, tłumacz (zm. 1955)
  - Leopold Lichtwitz, niemiecki internista, wykładowca akademicki pochodzenia żydowskiego (zm. 1943)
- 1877:
  - Tomasz Wasilewski, polski pedagog, działacz oświatowy, polityk, senator RP (zm. 1939)
  - Marian Zarzycki, polski pułkownik artylerii (zm. 1940)
- 1878:
  - Paweł Ossowski, polski prawnik, działacz narodowy, polityk, senator RP (zm. 1939)
  - Walery Płoskiewicz, polski duchowny katolicki, pedagog, pisarz, kapelan AK (zm. 1944)
- 1879:
  - Hu Hanmin, chiński polityk (zm. 1936)
  - Teodor Spiczakow, polski ichtiolog, wykładowca akademicki pochodzenia rosyjskiego (zm. 1946)
- 1880:
  - Włodzimierz Hellmann, polski działacz socjalistyczny i niepodległościowy (zm. 1964)
  - Karl Mache, niemiecki polityk (zm. 1944)
- 1883 – Nikołaj Łuzin, rosyjski matematyk (zm. 1950)
- 1884:
  - William Francis O’Shea, amerykański duchowny katolicki, misjonarz, biskup, wikariusz apostolski Heijo w Korei (zm. 1945)
  - Jan Stebnowski, polski malarz, kartograf, publicysta (zm. 1978)
- 1885 – Grete Wiesenthal, austriacka tancerka, choreografka, aktorka, nauczycielka tańca (zm. 1970)
- 1886:
  - Eugeniusz Banasiński, polski filozof, dyplomata (zm. 1964)
  - Antoni Szuszkiewicz, polski oficer, kawaler Orderu Virtuti Militari (zm. 1979)
- 1888:
  - Filippo Bottino, włoski sztangista (zm. 1969)
  - George H. Christopher, amerykański polityk (zm. 1959)
  - Jānis Perno, łotewski i radziecki polityk (zm. 1951)
- 1889:
  - Shigeyoshi Inoue, japoński admirał (zm. 1975)
  - Hannes Kolehmainen, fiński lekkoatleta, długodystansowiec (zm. 1966)
  - Stefan Straszewicz, polski matematyk, wykładowca akademicki (zm. 1983)
- 1890 – Gieorgij Karpow, radziecki agronom, historyk, polityk (zm. 1947)
- 1891:
  - Maksim Bahdanowicz, białoruski poeta, prozaik, krytyk literacki, historyk, tłumacz (zm. 1917)
  - Kiyoshi Hasegawa, japoński malarz, drzeworytnik (zm. 1980)
- 1892:
  - Heliodor Konopka, polski działacz sportowy (zm. 1967)
  - Ferenc Kónya, węgierski piłkarz, trener (zm. 1977)
- 1894 – Adam Królikiewicz, polski jeździec sportowy (zm. 1966)
- 1895:
  - Dolores Ibárruri Gómez, hiszpańska polityk komunistyczna pochodzenia baskijskiego (zm. 1989)
  - Anda Kitschman, polska dyrygentka, kompozytorka, śpiewaczka, aktorka (zm. 1967)
- 1896 – Francis Higbee Case, amerykański polityk, senator (zm. 1962)
- 1897 – Borys Ten, ukraiński duchowny prawosławny, pisarz, tłumacz (zm. 1983)
- 1899 – Józef Dionizy Ludwik Padilla Gómez, meksykański męczennik, błogosławiony (zm. 1927)
- 1900:
  - Julian Bonder, polski fizyk, aerodynamik (zm. 1975)
  - Joseph Needham, brytyjski biochemik, sinolog (zm. 1995)
- 1901:
  - Ödön von Horváth, austriacki dramaturg, prozaik (zm. 1938)
  - Jean Mermoz, francuski pilot, pionier komunikacji lotniczej (zm. 1936)
  - Carl Olof Sjöqvist, szwedzki neurochirurg (zm. 1954)
  - Waleria Tomaszewicz, polska pisarka (zm. 1979)
- 1902:
  - Rab Butler, brytyjski polityk (zm. 1982)
  - Henry Homburger, amerykański bobsleista (zm. 1950)
  - Ángel Rosenblat, polski filolog, hispanista pochodzenia żydowskiego (zm. 1984)
- 1903:
  - Juozas Ambrazevičius, litewski historyk, literaturoznawca, polityk, premier Litwy (zm. 1974)
  - Angelo Dell’Acqua, włoski kardynał (zm. 1972)
- 1905:
  - Dalton Trumbo, amerykański pisarz, scenarzysta i reżyser filmowy (zm. 1976)
  - Isaak Zalcman, radziecki generał major, polityk pochodzenia żydowskiego (zm. 1988)
- 1906:
  - Grace Hopper, amerykańska kontradmirał, pionierka informatyki (zm. 1992)
  - Bolesław Kon, polski pianista pochodzenia żydowskiego (zm. 1936)
  - Freddy Martin, amerykański saksofonista jazzowy, aktor (zm. 1983)
  - Hans Mock, austriacki piłkarz (zm. 1982)
  - Ken Niles, amerykański spiker radiowy (zm. 1988)
  - Konstanty Troczyński, polski teoretyk literatury, krytyk literacki i teatralny (zm. 1942)
- 1907:
  - Ernest Marples, brytyjski polityk (zm. 1978)
  - Jerzy Walerian Skolimowski, polski wioślarz, oficer wywiadu wojskowego (zm. 1985)
- 1908 – Sigmund Haringer, niemiecki piłkarz (zm. 1975)
- 1909:
  - Douglas Fairbanks Jr., amerykański aktor (zm. 2000)
  - Franciszek Pudo, polski kapitan (zm. 1944)
  - Trude Sojka, czesko-ekwadorska malarka i rzeźbiarka (zm. 2007)
- 1910:
  - Henry Lee Giclas, amerykański astronom (zm. 2007)
  - Zofia Wasilkowska, polska prawnik, sędzia, polityk, minister sprawiedliwości (zm. 1996)
- 1911:
  - Broderick Crawford, amerykański aktor (zm. 1986)
  - Stefan Żółkiewski, polski krytyk i historyk literatury, polityk (zm. 1991)
- 1912:
  - Elwira Kamińska, polska choreografka, pedagog (zm. 1983)
  - Tip O’Neill, amerykański polityk (zm. 1994)
  - Kurt Ott, szwajcarski kolarz szosowy i przełajowy (zm. 2001)
- 1913:
  - Friedrich Dickel, wschodnioniemiecki generał, polityk (zm. 1993)
  - Mieczysław Stein, polski entomolog-apiolog (zm. 1940)
- 1914:
  - Szemu’el Kac, izraelski dziennikarz, wydawca, polityk (zm. 2008)
  - Ferdynand Machay, polski duchowny katolicki, Sługa Boży (zm. 1940)
  - Jerzy Rossudowski, polski koszykarz (zm. 1944)
- 1915:
  - Joyce Redman, irlandzka aktorka (zm. 2012)
  - Elisabeth Schwarzkopf, niemiecka śpiewaczka operowa (sopran) (zm. 2006)
- 1916 – Kirk Douglas, amerykański aktor pochodzenia żydowskiego (zm. 2020)
- 1917:
  - James Jesus Angleton, amerykański funkcjonariusz CIA (zm. 1987)
  - Dezső Lemhényi, węgierski piłkarz wodny, trener (zm. 2003)
  - James Rainwater, amerykański fizyk, laureat Nagrody Nobla (zm. 1986)
- 1918
  - Helena Grzegorczyk, polska Sprawiedliwa wśród Narodów Świata (zm. 1985)
  - Mieczysław Wyszkowski, polski porucznik pilot (zm. 1976)
- 1919:
  - William Lipscomb, amerykański chemik, laureat Nagrody Nobla (zm. 2011)
  - E.K. Nayanar, indyjski polityk komunistyczny (zm. 2004)
  - Adam Śmietański, polski fotograf (zm. 1992)
  - Jean Tamini, szwajcarski piłkarz (zm. 1993)
- 1920:
  - Carlo Azeglio Ciampi, włoski bankowiec, polityk, premier i prezydent Włoch (zm. 2016)
  - Mikal Kirkholt, norweski biegacz narciarski (zm. 2012)
  - Egil Johnny Orre, norweski piłkarz (zm. 2012)
  - Bruno Ruffo, włoski motocyklista wyścigowy (zm. 2007)
  - Halina Wistuba, polska filozof, teolog, wykładowczyni akademicka (zm. 2013)
- 1921:
  - Bertha Crowther, brytyjska lekkoatletka, wieloboistka i skoczkini wzwyż (zm. 2007)
  - Wilhelm Goerdt, niemiecki historyk filozofii, wykładowca akademicki (zm. 2014)
  - Jerzy Miciński, polski dziennikarz, pisarz i historyk-marynista (zm. 1995)
- 1922:
  - Redd Foxx, amerykański aktor, komik (zm. 1991)
  - Tadeusz Waśko, polski piłkarz (zm. 1980)
- 1923:
  - Ludwig Czerkas, radziecki pułkownik (zm. 2002)
  - Ennio De Concini, włoski reżyser i scenarzysta filmowy (zm. 2008)
  - Janina Makowska, polska pediatra, polityk, poseł na Sejm PRL (zm. 2020)
  - Leo Mattila, fiński kierowca wyścigowy i rajdowy, polityk (zm. 1979)
  - Bror Mellberg, szwedzki piłkarz (zm. 2004)
  - Jean Orchampt, francuski duchowny katolicki, biskup Angers (zm. 2021)
  - Ruth Williams Khama, botswańska pierwsza dama pochodzenia brytyjskiego (zm. 2002)
- 1924 – Henryk Ostach, polski duchowny i teolog katolicki, pszczelarz (zm. 2011)
- 1925:
  - Gerardo Humberto Flores Reyes, gwatemalski duchowny katolicki, biskup Vera Paz (zm. 2022)
  - Ernest Gellner, brytyjski filozof, socjolog, antropolog społeczny pochodzenia żydowskiego (zm. 1995)
  - Armand Guidolin, kanadyjski hokeista (zm. 2008)
  - Frank McCourt, północnoirlandzki piłkarz (zm. 2006)
  - Leon Piesowocki, polski malarz (zm. 2024)
  - Maria Joanna Radomska, polska zootechnik, genetyk (zm. 2012)
- 1926:
  - Ed Elisian, amerykański kierowca wyścigowy (zm. 1959)
  - Henry Kendall, amerykański fizyk, laureat Nagrody Nobla (zm. 1999)
  - Jan Křesadlo, czeski pisarz (zm. 1995)
  - Peter Rees, brytyjski polityk (zm. 2008)
  - Lucien Sève, francuski filozof marksistowski (zm. 2020)
  - Lorenzo Wright, amerykański lekkoatleta, skoczek w dal i sprinter (zm. 1972)
- 1927 – Pierre Henry, francuski kompozytor (zm. 2017)
- 1928:
  - Gerard Batliner, liechtensteinski polityk, premier Liechtensteinu (zm. 2008)
  - Izabella Teleżyńska, polska aktorka (zm. 2013)
  - Dick Van Patten, amerykański aktor (zm. 2015)
- 1929:
  - John Cassavetes, amerykański aktor, reżyser filmowy (zm. 1989)
  - Bob Hawke, australijski działacz związkowy, polityk, premier Australii (zm. 2019)
  - Torbjørn Ruste, norweski skoczek narciarski (zm. 2003)
- 1930:
  - José Siro González Bacallao, kubański duchowny katolicki, biskup Pinar del Rio (zm. 2021)
  - Buck Henry, amerykański aktor, reżyser i scenarzysta filmowy, pisarz (zm. 2020)
  - Francesco Maselli, włoski reżyser i scenarzysta filmowy (zm. 2023)
  - Felicia Langer, niemiecka prawnik, działaczka na rzecz praw człowieka (zm. 2018)
  - Óscar Humberto Mejía Victores, gwatemalski generał, polityk, prezydent Gwatemali (zm. 2016)
  - Jan Plantaz, holenderski kolarz szosowy i torowy (zm. 1974)
- 1931:
  - Cliff Hagan, amerykański koszykarz, trener
  - Sylwester Kowalik, polski lekarz, profesor nauk medycznych (zm. 2016)
  - Ladislav Smoljak, czeski reżyser filmowy i teatralny (zm. 2010)
  - (lub 11 grudnia) Jerzy Twardokens, polski szermierz (zm. 2015)
  - Mieczysław Uszyński, polski lekarz ginekolog, nauczyciel akademicki (zm. 2023)
- 1932:
  - George Bass, amerykański archeolog (zm. 2021)
  - Donald Byrd, amerykański trębacz jazzowy (zm. 2013)
  - Nikołaj Jefimow, rosyjski dziennikarz, działacz partyjny (zm. 2022)
- 1933:
  - Milt Campbell, amerykański lekkoatleta, wieloboista (zm. 2012)
  - Milton Gonçalves, brazylijski aktor (zm. 2022)
  - Aleksander Oczkowski, polski kierowca rajdowy i wyścigowy (zm. 2024)
  - Klementyna Zielniok-Dyś, polska siatkarka (zm. 2007)
- 1934:
  - Judi Dench, brytyjska aktorka
  - Kazimierz Godłowski, polski archeolog (zm. 1995)
  - Morten Grunwald, duński aktor (zm. 2018)
  - Irena Santor, polska piosenkarka
  - Mirosław Skurzewski, polski dziennikarz sportowy (zm. 2005)
  - Junior Wells, amerykański muzyk bluesowy (zm. 1998)
- 1935 – Dragan Tomić, serbski inżynier, polityk, przewodniczący Zgromadzenia Narodowego, p.o. prezydenta Serbii (zm. 2022)
- 1936:
  - Dino Piero Giarda, włoski ekonomista, polityk
  - Ben Pon, holenderski kierowca wyścigowy, strzelec sportowy (zm. 2019)
- 1937 – Bertrice Small, amerykańska pisarka (zm. 2015)
- 1938:
  - Ben Erdreich, amerykański polityk
  - Nikoła Kotkow, bułgarski piłkarz (zm. 1971)
  - Henryk Żaliński, polski historyk, wykładowca akademicki
- 1939:
  - Piet Lagarde, holenderski piłkarz, bramkarz
  - Maciej Lubczyński, polski polityk, poseł na Sejm PRL
  - Roberto Lückert, wenezuelski duchowny katolicki, arcybiskup Coro (zm. 2024)
  - Piro Milkani, albański reżyser, scenarzysta i operator filmowy (zm. 2025)
  - Siegfried Noffke, niemiecka ofiara muru berlińskiego (zm. 1962)
  - Saburō Yokomizo, japoński lekkoatleta, długodystansowiec (zm. 2024)
- 1940:
  - Jolanta Nowak-Węklarowa, polska poetka, dziennikarka, pedagog, regionalistka, działaczka samorządowa (zm. 2016)
  - Leonella Sgorbati, włoska zakonnica, misjonarka, męczennica, błogosławiona (zm. 2006)
- 1941:
  - Beau Bridges, amerykański aktor, reżyser filmowy
  - Józef Broda, polski folklorysta, multiinstrumentalista, budowniczy instrumentów ludowych, pedagog
  - Wolfgang Danne, niemiecki łyżwiarz figurowy, trener (zm. 2019)
  - Allan Folsom, amerykański pisarz, scenarzysta filmowy (zm. 2014)
  - Iwao Horiuchi, japoński zapaśnik (zm. 2015)
  - Yoshiko Matsumura, japońska siatkarka
  - Jerzy Poksiński, polski historyk, wykładowca akademicki (zm. 2000)
- 1942:
  - Billy Bremner, szkocki piłkarz, trener (zm. 1997)
  - Adriana Ceci, włoska polityk, eurodeputowana
  - Stefan Danaiłow, bułgarski aktor, polityk, minister kultury (zm. 2019)
  - Diana Jorgowa, bułgarska lekkoatletka, skoczkini w dal
  - Dariusz Kozłowski, polski architekt, rysownik, malarz
  - Zenon Złakowski, polski dziennikarz, pisarz
  - Henryk Zomerski, polski basista, klawiszowiec, członek zespołów: Niebiesko-Czarni, Czerwone Gitary i Czerwono-Czarni (zm. 2011)
- 1943:
  - Michael Krüger, niemiecki pisarz
  - Pit Martin, kanadyjski hokeista (zm. 2008)
  - Joanna Trollope, brytyjska pisarka
  - Jan Wilim, polski piłkarz
- 1944:
  - Neil Innes, brytyjski aktor, kompozytor (zm. 2019)
  - Waso Papandreu, grecka ekonomistka, polityk, komisarz europejska, minister spraw wewnętrznych (zm. 2024)
  - Giacomo dalla Torre del Tempio di Sanguinetto, włoski historyk sztuki, Wielki Mistrz Zakonu Maltańskiego (zm. 2020)
  - Luigi Ventura, włoski duchowny katolicki, arcybiskup, nuncjusz apostolski
- 1945:
  - Roger Chartier, francuski historyk
  - Stanisław Maria Jankowski, polski historyk, dziennikarz, pisarz, publicysta (zm. 2022)
  - Michael Nouri, amerykański aktor pochodzenia libańskiego
- 1946:
  - Roman Bartoszcze, polski polityk, poseł na Sejm RP (zm. 2015)
  - Erich Beer, niemiecki piłkarz
  - Sonia Gandhi, indyjska polityk pochodzenia włoskiego
  - Stefan Jaworski, polski prawnik, prokurator, sędzia TK, przewodniczący PKW
  - Jimmy Steward, honduraski piłkarz, bramkarz
- 1947:
  - Jana Bellin, brytyjska szachistka pochodzenia czeskiego
  - Tom Daschle, amerykański polityk, senator
  - Mark Dworecki, rosyjski szachista (zm. 2016)
  - Steven Holl, amerykański architekt
  - Kazimierz Jancarz, polski duchowny katolicki (zm. 1993)
  - Wiesław Rozłucki, polski ekonomista
- 1948:
  - Aleksander Bem, polski perkusista, członek zespołów Bemibek i Bemibem (zm. 2019)
  - Marleen Gorris, holenderska reżyserka i scenarzystka filmowa
- 1949:
  - Eugenio Alliata, włoski franciszkanin, archeolog
  - Anne Enger, norweska polityk
  - Betty Margue, luksemburska wszechstronna lekkoatletka
  - László Orbán, węgierski bokser (zm. 2009)
- 1950:
  - Joan Armatrading, brytyjska piosenkarka, gitarzystka, producentka muzyczna
  - Alan Sorrenti, włoski piosenkarz, kompozytor
- 1951:
  - Dominique Dropsy, francuski piłkarz, bramkarz (zm. 2015)
  - Ryszard Nycz, polski teoretyk i historyk literatury
  - Efraim Shamir, izraelski muzyk, wokalista
- 1952:
  - Michael Dorn, amerykański aktor
  - Ludovick Minde, tanzański duchowny katolicki, biskup Kahamy
- 1953:
  - Guillermo García González, kubański szachista (zm. 1990)
  - Jean-Louis Gasset, francuski piłkarz, trener
  - Jan Jarota, polski lekarz weterynarii, polityk, poseł na Sejm RP
  - Janusz Kraszek, polski gracz w go
  - John Malkovich, amerykański aktor, reżyser i producent filmowy
  - Aleksander Mrówczyński, polski samorządowiec, polityk, poseł na Sejm RP
- 1954:
  - Małgorzata Bogucka, polska lekkoatletka, sprinterka (zm. 2025)
  - Phil Bryant, amerykański polityk, gubernator Missisipi
  - Henk ten Cate, holenderski piłkarz, trener
  - Mary Fallin, amerykańska polityk, gubernator Oklahomy
  - Jean-Claude Juncker, luksemburski prawnik, polityk, premier Luksemburga, przewodniczący Komisji Europejskiej
  - Steve Rodby, amerykański kontrabasista jazzowy
  - Ute Rührold, niemiecka saneczkarka
  - Jack Sonni, amerykański gitarzysta rockowy, członek zespołu Dire Straits (zm. 2023)
  - Renáta Tomanová, czeska tenisistka
  - Krzysztof Woliński, polski kompozytor, gitarzysta jazzowy
- 1955:
  - Otis Birdsong, amerykański koszykarz
  - Janusz Kupcewicz, polski piłkarz, polityk (zm. 2022)
- 1956:
  - Antony Alda, amerykański aktor, reżyser i scenarzysta filmowy (zm. 2009)
  - Kari Bremnes, norweska piosenkarka, autorka tekstów
  - Oscar Garré, argentyński piłkarz
  - Tadeusz Kościński, polski bankowiec, urzędnik państwowy, polityk, minister finansów
  - Krzysztof Wesołowski, polski lekkoatleta, płotkarz
- 1957:
  - Emmanuel Carrère, francuski pisarz, reżyser i scenarzysta filmowy
  - Alex Giorgi, włoski narciarz alpejski
  - Donny Osmond, amerykański piosenkarz, aktor
- 1958:
  - Aleksander Cichoń, polski zapaśnik
  - Waldemar Dobrowolski, polski polityk, poseł na Sejm RP
  - Raja Gosnell, amerykański reżyser i montażysta filmowy
  - Gerardo Murguía, meksykański aktor, model
  - Nick Seymour, australijski muzyk, producent muzyczny, członek zespołu Crowded House
- 1959:
  - José Luis Ábalos, hiszpański samorządowiec, polityk
  - Mario Cantone, amerykański aktor
  - Dieter Giebken, niemiecki kolarz torowy i szosowy
- 1960:
  - Alicja Ciskowska, polska łuczniczka
  - Caroline Lucas, brytyjska polityk
  - Jeff Marsh, amerykański twórca filmów animowanych
  - Dobroslav Paraga, chorwacki polityk
  - Tomasz Sianecki, polski dziennikarz
- 1961:
  - Kerstin Brandt, niemiecka lekkoatletka, skoczkini wzwyż
  - Paul Davis, angielski piłkarz
  - David Anthony Higgins, amerykański aktor komediowy
  - Joe Lando, amerykański aktor pochodzenia włosko-rosyjsko-polskiego
  - Luděk Mikloško, czeski piłkarz, bramkarz, trener
  - Waldemar Olejniczak, polski przedsiębiorca, samorządowiec, polityk, poseł na Sejm RP
  - Einars Repše, łotewski polityk, premier Łotwy
  - Mariusz Światogór, polski rugbysta (zm. 2023)
  - Ian Wright, nowozelandzki wioślarz
- 1962:
  - Gedeon (Gubka), rosyjski biskup prawosławny
  - Felicity Huffman, amerykańska aktorka
  - Ayman Shawky, egipski piłkarz
- 1963:
  - Marek Kaczyński, polski polityk, poseł na Sejm RP
  - Mirella Mierzejewska, polska piłkarka ręczna
  - Masako Owada, japońska księżna
  - Stephen Thrower, brytyjski muzyk, pisarz
  - Zurab Żwania, gruziński polityk, premier Gruzji (zm. 2005)
- 1964:
  - Damase Zinga Atangana, kameruński duchowny katolicki, biskup Kribi
  - Peter Blangé, holenderski siatkarz, trener
  - Paul Landers, niemiecki gitarzysta, członek zespołu Rammstein
  - Michael Müller, niemiecki samorządowiec, burmistrz Berlina
- 1965:
  - Gheorghe Mihali, rumuński piłkarz
  - Tommi Paavola, fiński piłkarz, trener
- 1966:
  - Mário Centeno, portugalski ekonomista, matematyk, polityk
  - Sławomir Czwórnóg, polski reżyser dźwięku
  - Andrzej Dostatni, polski łyżwiarz figurowy, trener, sędzia
  - Kirsten Gillibrand, amerykańska prawnik, polityk, senator
  - Dave Harold, angielski snookerzysta
  - Dana Murzyn, kanadyjski hokeista
  - Spencer Rochfort, amerykański aktor
  - Glenn Youngkin, amerykański polityk, gubernator Wirginii
- 1967:
  - Joshua Bell, amerykański skrzypek
  - Coffi Codjia, beniński sędzia piłkarski
  - Dan Diaconescu, rumuński dziennikarz, przedsiębiorca, polityk
- 1968:
  - Kurt Angle, amerykański wrestler
  - Brian Bell, amerykański gitarzysta, wokalista, członek zespołu Weezer
  - David Brandes, niemiecki muzyk, kompozytor, producent muzyczny pochodzenia szwajcarskiego
  - Pedro García Aguado, hiszpański piłkarz wodny
  - Ioan Lupescu, rumuński piłkarz
  - Alexandre Tharaud, francuski pianista
- 1969:
  - Jakob Dylan, amerykański wokalista, autor tekstów, członek zespołu The Wallflowers
  - Tommi Grönlund, fiński piłkarz
  - Horst Heldt, niemiecki piłkarz
  - Bixente Lizarazu, francuski piłkarz pochodzenia baskijskiego
  - Wiesław Nowosad, polski historyk, archiwista
  - Lázaro Reinoso, kubański zapaśnik
  - Allison Smith, amerykańska aktorka
  - Andrzej Solski, polski siatkarz
  - Sebastian Spence, kanadyjski aktor
- 1970:
  - Kara DioGuardi, amerykańska piosenkarka, producentka muzyczna
  - Djalminha, brazylijski piłkarz
  - Anna Gavalda, francuska dziennikarka, pisarka
  - Tomasz Łysiak, polski pisarz, dziennikarz, publicysta, scenarzysta
  - War-N Harrison, brytyjski muzyk, założyciel zespołu Hungry Lucy
- 1971:
  - Aleksandra Gajewska, polska aktorka, działaczka samorządowa, wicemarszałek województwa śląskiego
  - Nick Hysong, amerykański lekkoatleta, tyczkarz
- 1972:
  - Tré Cool, amerykański perkusista, członek zespołu Green Day
  - Maikro Romero, kubański bokser
  - Fabrice Santoro, francuski tenisista
- 1973:
  - Stacey Abrams, amerykańska polityk
  - Fodé Camara, gwinejski piłkarz, trener
  - Vénuste Niyongabo, burundyjski lekkoatleta, długodystansowiec
  - Wojciech Staroń, polski operator filmowy, reżyser filmów dokumentalnych
  - Jayne Svenungsson, szwedzka filozof religii, teolog, członkini Akademii Szwedzkiej
- 1974:
  - Canibus, amerykański raper
  - Michał Cieślak, polski rolnik, polityk, poseł na Sejm RP
  - Daniel Franck, norweski snowboardzista
  - Wioletta Kulpa, polska polityk, poseł na Sejm RP
  - Noel Turner, maltański piłkarz, żużlowiec, trener, paraolimpijczyk
- 1975:
  - Sonia Bohosiewicz, polska aktorka, artystka kabaretowa, piosenkarka
  - Ousmane Diop, senegalski piłkarz
  - Damhnait Doyle, kanadyjska piosenkarka, autorka tekstów
  - Aleksandar Karakašević, serbski tenisista stołowy
  - Dino Morea, indyjski model pochodzenia włoskiego
  - Alejandro Nones, meksykańsko-wenezuelski aktor, model
  - Jesús Sinisterra, kolumbijski piłkarz
  - Ondřej Sosenka, czeski kolarz szosowy i torowy
  - Patrik Sundberg, szwedzki narciarz dowolny
  - Ambroży (Szewcow), białoruski biskup prawosławny
- 1976:
  - René Hoppe, niemiecki bobsleista
  - Jelena Olejnikowa, rosyjska lekkoatletka, trójskoczkini
- 1977:
  - Jakob Bergstedt, szwedzki snowboardzista
  - Imogen Heap, brytyjska muzyk, piosenkarka
  - Edyta Kucharska, polska siatkarka
  - Kateřina Nash, czeska biegaczka narciarska, kolarka górska
  - Emiliano Sanchez, argentyński żużlowiec pochodzenia włoskiego
- 1978:
  - Natalja Alimowa, rosyjska siatkarka
  - Gastón Gaudio, argentyński tenisista
  - Jesse Metcalfe, amerykański aktor
  - Tamás Mocsai, węgierski piłkarz ręczny
  - Sisqó, amerykański raper, piosenkarz, aktor
  - Aneta Todorczuk, polska aktorka
- 1979:
  - Nicolas Alnoudji, kameruński piłkarz, bramkarz
  - Olivia Lufkin, japońska piosenkarka pochodzenia amerykańskiego
  - Stephen McPhail, irlandzki piłkarz
  - Dejan Sitar, słoweński łucznik
  - Bryanne Stewart, australijska tenisistka
  - Aiko Uemura, japońska narciarka dowolna
- 1980:
  - Simon Helberg, amerykański aktor
  - Mathew Helm, australijski skoczek do wody
  - Ryder Hesjedal, kanadyjski kolarz szosowy
  - Aleksandr Kuczma, kazachski piłkarz
  - Matthew Rees, walijski rugbysta
  - Santiago Silva, urugwajski piłkarz
  - Anna Wojciuk, polska politolog, doktor nauk społecznych
  - Luka Žvižej, słoweński piłkarz ręczny
  - Anna Żabska, polska prawnik, wojewoda dolnośląski
- 1981:
  - Patricio Albacete, argentyński rugbysta
  - Mardy Fish, amerykański tenisista
  - Barbara Matera, włoska aktorka, prezenterka telewizyjna, polityk, eurodeputowana
- 1982:
  - Margalita Czachnaszwili, gruzińska tenisistka
  - Li Na, chińska kolarka torowa
- 1983:
  - Heike Beier, niemiecka siatkarka
  - Neslihan Demir, turecka siatkarka
  - Dariusz Dudka, polski piłkarz
  - Dorota Gawron, polska modelka, fotomodelka
  - Magdalena Gawrońska, polska koszykarka
  - Kristofer Hæstad, norweski piłkarz
- 1984:
  - Lloyd Burns, walijski rugbysta
  - Jaap Schouten, holenderski wioślarz
  - Rafał Urbacki, polski reżyser teatralny, choreograf, performer (zm. 2019)
  - Kamil Witkowski, polski piłkarz, trener
- 1985:
  - Ernesto Inarkijew, rosyjski szachista pochodzenia kirgiskiego
  - Joanna Jabłczyńska, polska piosenkarka, aktorka
- 1986:
  - Kamila Chudzik, polska lekkoatletka, wieloboistka
  - Jarno Koskiranta, fiński hokeista
  - Bartosz Piasecki, norweski szpadzista pochodzenia polskiego
  - Miriam Welte, niemiecka kolarka torowa
- 1987:
  - Gerald Henderson Jr., amerykański koszykarz
  - Michał Kaczmarek, polski piosenkarz
  - Ołeksandra Kohut, ukraińska zapaśniczka
  - Bokang Mothoana, lesotyjski piłkarz
  - Hikaru Nakamura, amerykański szachista pochodzenia japońskiego
  - Keri-Anne Payne, brytyjska pływaczka
  - Olivia Powrie, nowozelandzka żeglarka sportowa
  - Joshua Sasse, brytyjski aktor, producent filmowy i telewizyjny
  - Ádám Szalai, węgierski piłkarz
- 1988:
  - Kwadwo Asamoah, ghański piłkarz
  - Alaksandr Hrabowik, białoruski zapaśnik
  - Ji Liping, chińska pływaczka
  - Georges Mandjeck, kameruński piłkarz
  - Veronika Vítková, czeska biathlonistka
- 1989:
  - Eric Bledsoe, amerykański koszykarz
  - Kareem Maddox, amerykański koszykarz
  - Wioletta Nasiadko, polska judoczka
- 1990:
  - Debbie Bont, holenderska piłkarka ręczna
  - Charlotte di Calypso, francuska modelka pochodzenia włoskiego
  - Jauhien Curkin, białoruski pływak
  - Christina Klein, niemiecka piosenkarka, autorka tekstów
  - Lin Junhong, chińska kolarka torowa
- 1991:
  - Lotte van Beek, holenderska łyżwiarka szybka
  - Choi Min-ho, południowokoreański piosenkarz, aktor
  - Langston Galloway, amerykański koszykarz
  - Peter Olisemeka, nigeryjski koszykarz
  - Jeoselyna Rodríguez, dominikańska siatkarka
  - Johannes Rydzek, niemiecki kombinator norweski
- 1992:
  - Jonathan Holmes, amerykański koszykarz
  - Maksym Kowal, ukraiński piłkarz, bramkarz
  - Kajetan Lewandowski, polski aktor dubbingowy
  - Lukáš Pauschek, słowacki piłkarz
  - Jordan Sarrou, francuski kolarz górski
  - Emmanuel Vanluchene, belgijski pływak
- 1993:
  - Mark McMorris, kanadyjski snowboardzista
  - Laura Smulders, holenderska kolarka BMX
  - Olga Zubowa, rosyjska sztangistka
- 1994:
  - Francisco Garrigós, hiszpański judoka
  - Zuzanna Kucińska, polska siatkarka
  - Jurij Petranhowski, ukraiński hokeista
- 1995:
  - Ines Corda, serbska koszykarka
  - Simone Fontecchio, włoski koszykarz
  - McKayla Maroney, amerykańska gimnastyczka
  - Kelly Oubre, amerykański koszykarz
- 1996:
  - Dewan Hernandez, amerykański koszykarz
  - Haywood Highsmith, amerykański koszykarz
- 1997:
  - Alexander Bah, duński piłkarz
  - Harvey Barnes, angielski piłkarz
  - Yaser Hamed, palestyński piłkarz
  - Zach Norvell, amerykański koszykarz
  - Gaspar Panadero, hiszpański piłkarz
- 1998:
  - Nabira Esenbaeva, uzbecka zapaśniczka
  - Mehdi Nejad, irański zapaśnik
  - Božidar Vučićević, serbski siatkarz
  - Jasper van der Werff, szwajcarski piłkarz pochodzenia holenderskiego
- 1999:
  - Junior Arteaga, nikaraguański piłkarz
  - Daniel Dawdo, polski koszykarz
  - Konrad Dawdo, polski koszykarz
  - Andrea Herzog, niemiecka kajakarka górska
  - Linn Svahn, szwedzka biegaczka narciarska
- 2000 – Jaren Lewison, amerykański aktor
- 2001:
  - Cameron Archer, angielski piłkarz
  - Natálie Taschlerová, czeska łyżwiarka figurowa
- 2002:
  - Karol Biłas, polski hokeista
  - Othelie Høie, norweska zapaśniczka
  - Isaac Ngoma, środkowoafrykański piłkarz
  - Włada Nikolczenko, ukraińska gimnastyczka artystyczna
  - Muzala Samukonga, zambijski lekkoatleta, sprinter
  - Silviu Șmalenea, mołdawski piłkarz, bramkarz
- 2004:
  - Oussama Nasr, tunezyjski zapaśnik
  - Nico Parker, brytyjska aktorka
  - Joseth Peraza, kostarykański piłkarz
- 2005 – Divya Deshmukh, indyjska szachistka

## Zmarli
- 1067 – Sewer, czeski duchowny katolicki, biskup praski (ur. ?)
- 1108 – Judyta Przemyślidka, królewna czeska (ur. ?)
- 1165 – Malcolm IV, król Szkocji (ur. 1142)
- 1235 – Robert Fitzwalter, angielski arystokrata, polityk, krzyżowiec (ur. ?)
- 1309 – Henryk III, książę głogowski i wielkopolski (ur. 1251–60)
- 1410 – Pierre de Thury, francuski kardynał (ur. ?)
- 1412 – (lub 1413) Konrad Januszowic, mazowiecki książę (ur. przed 1400)
- 1437 – Zygmunt Luksemburski, elektor brandenburski, król Węgier, Czech i Włoch, cesarz rzymski (ur. 1368)
- 1463 – Paweł z Zatora, polski duchowny katolicki, kaznodzieja, prawnik, wykładowca akademicki (ur. ?)
- 1497 – Giovanni Giacomo Schiaffinati, włoski duchowny katolicki, biskup Parmy, kardynał (ur. 1451)
- 1544 – Teofilo Folengo, włoski poeta (ur. 1491)
- 1565 – Pius IV, papież (ur. 1499)
- 1568 – Fernando de Valdés y Salas, hiszpański duchowny katolicki, biskup Elne, Oviedo, León i Sigüenzy, arcybiskup Sewilli, wielki inkwizytor Hiszpanii (ur. 1483)
- 1620 – Orazio Lancellotti, włoski kardynał (ur. 1571)
- 1631 – Liboriusz Wagner, niemiecki duchowny katolicki, męczennik, błogosławiony (ur. 1593)
- 1636 – Fabian Birkowski, polski dominikanin, pisarz, kaznodzieja (ur. 1566)
- 1640 – Piotr Fourier, francuski kanonik laterański, święty (ur. 1565)
- 1641 – Antoon van Dyck, flamandzki malarz (ur. 1599)
- 1669 – Klemens IX, papież (ur. 1600)
- 1705 – Ambroży Skopowski, polski dominikanin (ur. 1631)
- 1706 – Piotr II Spokojny, król Portugalii (ur. 1648)
- 1718 – Vincenzo Maria Coronelli, włoski franciszkanin, geograf, kartograf, encyklopedysta (ur. 1650)
- 1742 – Carlo Vincenzo Maria Ferreri, włoski duchowny katolicki, biskup Vercelli, kardynał (ur. 1682)
- 1746 – Carl Gyllenborg, szwedzki hrabia, polityk, dyplomata (ur. 1679)
- 1749 – Andrzej Różycki, polski szlachcic, generał major, działacz ewangelicki (ur. ok. 1682)
- 1759 – Jan Baptysta Cocchi, polski architekt, rajca toruński pochodzenia włoskiego (ur. 1701)
- 1762 – John Hay, szkocki arystokrata, prawnik, polityk (ur. 1695)
- 1782 – Ludovico Calini, włoski duchowny katolicki, biskup Cremy, kardynał (ur. 1696)
- 1790 – Tomasz Ignacy Zienkowicz, polski duchowny katolicki, biskup pomocniczy wileński (ur. 1717)
- 1793 – Gabrielle de Polignac, francuska księżna (ur. 1749)
- 1798 – Johann Reinhold Forster, niemiecki badacz historii naturalnej pochodzenia szkockiego (ur. 1729)
- 1806 – Franciszek Fryderyk, książę Sachsen-Coburg-Saalfeld (ur. 1750)
- 1813 – Walenty Kwaśniewski, polski generał (ur. 1752)
- 1814 – Joseph Bramah, brytyjski mechanik, wynalazca (ur. 1748)
- 1824 – Anne-Louis Girodet de Roussy-Trioson, francuski malarz, ilustrator (ur. 1767)
- 1830 – Stephen R. Bradley, amerykański prawnik, polityk (ur. 1754)
- 1833 – Dominique-Joseph Garat, francuski hrabia, polityk (ur. 1749)
- 1840 – Tomasz Szumski, polski polonista, pedagog, księgarz (ur. 1778)
- 1847 – Ludwik Adam Dmuszewski, polski aktor, dramaturg, reżyser teatralny (ur. 1777)
- 1851 – Ramón Freire, chilijski wojskowy, polityk, prezydent Chile (ur. 1787)
- 1854 – Almeida Garrett, portugalski poeta (ur. 1799)
- 1858 – Robert Baldwin, kanadyjski prawnik, polityk (ur. 1804)
- 1867 – Johann Nikolaus von Dreyse, niemiecki inżynier, konstruktor broni (ur. 1787)
- 1871 – Josef Mánes, czeski malarz, ilustrator, grafik (ur. 1820)
- 1875 – Aleksander Stryjeński, polski kartograf, uczestnik powstania listopadowego (ur. 1803)
- 1890 – Maurycy Kabat, polski prawnik, wykładowca akademicki (ur. 1814)
- 1891 – Leon Pinsker, rosyjski lekarz, filozof, działacz syjonistyczny pochodzenia żydowskiego (ur. 1821)
- 1892 – Jan Prusinowski, polski prawnik, poeta, prozaik, tłumacz, zesłaniec (ur. 1818)
- 1893:
  - Paulina Górska z Krasińskich, polska księżna, działaczka społeczna i charytatywna (ur. 1816)
  - Charles Sangster, kanadyjski poeta (ur. 1822)
  - Nikołaj Tichonrawow, rosyjski historyk literatury, filolog, archeograf (ur. 1832)
- 1899 – Modest Humiecki, polski ziemianin, lekarz, burmistrz Krosna (ur. 1842)
- 1903 – Sebastián Herrero y Espinosa de los Monteros, hiszpański duchowny katolicki, arcybiskup Walencji, kardynał (ur. 1822)
- 1906 – Ferdinand Brunetière, francuski krytyk i historyk literatury, eseista (ur. 1849)
- 1910 – Laza Kostić, serbski poeta (ur. 1841)
- 1911 – Bernard Maria Silvestrelli, włoski pasjonista, błogosławiony (ur. 1831)
- 1913 – John Hardy, amerykański polityk (ur. 1835)
- 1914:
  - John Arthur, australijski prawnik, polityk (ur. 1875)
  - Hermann Schaffer, niemiecki duchowny katolicki, historyk, działacz polityczny i społeczny (ur. 1831)
  - Arthur van Gehuchten, belgijski neurolog, anatom, wykładowca akademicki (ur. 1861)
- 1915 – Hans Gross, austriacki sędzia śledczy, kryminolog (ur. 1847)
- 1916:
  - Charles Crossland, brytyjski mykolog (ur. 1914)
  - Sōseki Natsume, japoński prozaik, poeta, krytyk literacki (ur. 1867)
  - Théodule-Armand Ribot, francuski psycholog, filozof, wykładowca akademicki (ur. 1839)
  - Heinrich Schüle, niemiecki psychiatra (ur. 1840)
- 1917 – Franciszek Ksawery Bujakiewicz, polski malarz (ur. 1856)
- 1918 – Victor Smigelschi, rumuński duchowny greckokatolicki, tłumacz, pedagog pochodzenia polskiego (ur. 1858)
- 1919:
  - Władysław Kulczyński (senior), polski zoolog, arachnolog, taternik (ur. 1854)
  - Aloysius Pazheparambil, indyjski duchowny katolicki obrządku syromalabarskiego, wikariusz apostolski Ernakulam (ur. 1847)
- 1920 – Stefan Moysa-Rosochacki, polski ziemianin, polityk (ur. 1853)
- 1923 – Clifton Nesmith McArthur, amerykański polityk (ur. 1879)
- 1925:
  - Eugène Gigout, francuski organista, kompozytor (ur. 1844)
  - Pablo Iglesias, hiszpański polityk, marksista (ur. 1850)
- 1927 – Franz Rohr von Denta, austro-węgierski feldmarszałek (ur. 1854)
- 1930:
  - Paul Baer, amerykański pilot wojskowy, as myśliwski (ur. 1894)
  - Lauritz Christiansen, norweski żeglarz sportowy (ur. 1867)
  - Laura Muntz Lyall, kanadyjska malarka (ur. 1860)
  - Tadeusz Popowski, polski inżynier kolejowy, przemysłowiec, polityk, senator RP (ur. 1868)
- 1931 – Antonio Salandra, włoski polityk, premier Włoch (ur. 1853)
- 1932:
  - Karl Blossfeldt, niemiecki rzeźbiarz, fotograf (ur. 1866)
  - Ignacy Lipczyński, polski tytularny generał brygady (ur. 1870)
- 1933:
  - Josef Alois Kessler, niemiecki duchowny katolicki, biskup tyraspolski (ur. 1862)
  - Antoni Natanson, polski ginekolog, działacz społeczny, wolnomularz pochodzenia żydowskiego (ur. 1862)
- 1936:
  - Juan de la Cierva, hiszpański inżynier, konstruktor lotniczy, pilot (ur. 1895)
  - Arvid Lindman, szwedzki kontradmirał, polityk, premier Szwecji (ur. 1862)
  - Lottie Pickford, kanadyjska aktorka (ur. 1893)
  - Karl Magnus Wegelius, fiński wszechstronny sportowiec (ur. 1884)
- 1937:
  - Gustaf Dalén, szwedzki inżynier, wynalazca, laureat Nagrody Nobla (ur. 1869)
  - Koo Hsien-jung, tajwański przedsiębiorca (ur. 1866)
  - Marian Płochocki, polski działacz socjalistyczny i komunistyczny (ur. 1878)
  - Andrzej Strug, polski pisarz, działacz socjalistyczny (ur. 1871)
- 1940 – Bohdan Dyakowski, polski biolog, pedagog (ur. 1864)
- 1941:
  - Wanda Barszczewska, polska aktorka (ur. 1864)
  - Eduard von Böhm-Ermolli, austro-węgierski i niemiecki feldmarszałek (ur. 1856)
  - Dmitrij Mereżkowski, rosyjski prozaik, poeta, krytyk literacki, historyk, filozof, tłumacz (ur. 1865)
  - Paavo Vierto, fiński skoczek narciarski, kombinator norweski, żołnierz (ur. 1915)
- 1942:
  - Tadeusz Kifer, polski podchorąży rezerwy, członek ZWZ i AK, harcerz (ur. 1922)
  - Dwarkanath Kotnis, indyjski lekarz, działacz komunistyczny (ur. 1910)
- 1943:
  - George Cooper, amerykański aktor (ur. 1892)
  - Georges Dufrénoy, francuski malarz (ur. 1870)
- 1944:
  - Laird Cregar, amerykański aktor (ur. 1913)
  - Władysław Deptuła, polski działacz katolicki, prawnik, publicysta (ur. 1911)
  - Piotr Guzakow, radziecki polityk (ur. 1889)
- 1945 – Yun Chi-ho, koreański działacz niepodległościowy, kaligraf, poeta (ur. 1864)
- 1946 – Adam Święcicki, polski polityk, senator RP (ur. 1875)
- 1947 – Hanns Ludin, niemiecki polityk nazistowski, dyplomata, zbrodniarz wojenny (ur. 1905)
- 1948:
  - Isaj Babicz, radziecki generał porucznik, funkcjonariusz służb specjalnych (ur. 1902)
  - Emil Gajdas, polski polityk, poseł na Sejm Śląski, komisaryczny burmistrz Tarnowskich Gór (ur. 1879)
- 1949:
  - Wilhelm Bayer, niemiecki funkcjonariusz i zbrodniarz nazistowski (ur. 1894)
  - Wilhelm Szymbor, polski duchowny katolicki, misjonarz (ur. 1879)
- 1950:
  - Maksymilian Tytus Huber, polski inżynier mechanik (ur. 1872)
  - Oscar Osthoff, amerykański sztangista (ur. 1883)
- 1951 – Stanisław Płużański, polski inżynier budowy maszyn, wykładowca akademicki (ur. 1879)
- 1952 – Stanisława de Karłowska, polska malarka (ur. 1876)
- 1953:
  - Isaj Dobrowen, rosyjski pianista, kompozytor, dyrygent (ur. 1891)
  - Paweł Klimosz, polski nauczyciel, działacz turystyczny (ur. 1879)
- 1955:
  - Adriana Budewska, bułgarska aktorka (ur. 1878)
  - Abram Dragomirow, rosyjski generał kawalerii, emigrant, kolaborant (ur. 1868)
- 1957 – Otto Landsberg, niemiecki polityk pochodzenia żydowskiego (ur. 1869)
- 1958:
  - John Jackson, brytyjski astronom (ur. 1887)
  - Jan Kossowski, polski architekt (ur. 1898)
  - Leon Orbeli, ormiański fizjolog, wykładowca akademicki (ur. 1882)
- 1959:
  - Tony Canzoneri, amerykański bokser pochodzenia włoskiego (ur. 1908)
  - Matwiej Muranow, radziecki polityk (ur. 1873)
- 1961:
  - Mychajło Jackiw, ukraiński pisarz (ur. 1873)
  - Dieter Wohlfahrt, austriacki aktywista polityczny (ur. 1941)
- 1962:
  - William Gayraud-Hirigoyen, francuski rugbysta, bobsleista, skeletonista, działacz i sędzia sportowy (ur. 1898)
  - Wacław Kowalewski, polski architekt, działacz turystyczny (ur. 1891)
  - Olga Martusiewicz-Maresch, polska pianistka, pedagog (ur. 1896)
- 1963:
  - Daniel O. Fagunwa, nigeryjski pisarz (ur. 1903)
  - László Széchy, węgierski szablista (ur. 1891)
- 1964 – Edith Sitwell, brytyjska poetka, eseistka (ur. 1887)
- 1965 – Branch Rickey, amerykański baseballista (ur. 1881)
- 1966:
  - Willem Boerdam, holenderski piłkarz (ur. 1883)
  - Oskar Liszka, polski neurochirurg (ur. 1915)
- 1967:
  - Karol Kuryluk, polski dziennikarz, dyplomata, polityk, minister kultury i sztuki (ur. 1910)
  - Romuald Pitera, polski pisarz, redaktor, działacz gospodarczy (ur. 1901)[4]
- 1968 – Harry Stenqvist, szwedzki kolarz szosowy (ur. 1893)
- 1969:
  - Leonardo Cilaurren, hiszpański piłkarz (ur. 1912)
  - Siergiej Stolarow, rosyjski aktor (ur. 1911)
- 1970 – Artiom Mikojan, radziecki konstruktor lotniczy pochodzenia ormiańskiego (ur. 1905)
- 1971:
  - Ralph Bunche, amerykański politolog, dyplomata, laureat Pokojowej Nagrody Nobla (ur. 1904)
  - Siergiej Konionkow, rosyjski rzeźbiarz (ur. 1874)
  - Adam Kowalski, polski wszechstronny sportowiec (ur. 1912)
- 1972:
  - Jaap Mol, holenderski piłkarz (ur. 1912)
  - Louella Parsons, amerykańska pisarka, scenarzystka, dziennikarka (ur. 1881)
  - Nordahl Wallem, norweski żeglarz sportowy (ur. 1902)
- 1973 – Antoni Rusin, polski ekonomista, menedżer żeglugowy (ur. 1910)
- 1974 – Ambroży (Mereżko), rosyjski biskup prawosławny (ur. 1889)
- 1975 – William A. Wellman, amerykański reżyser filmowy (ur. 1896)
- 1976:
  - Gerhard Engel, niemiecki generał porucznik (ur. 1906)
  - Bolesław Kongul, polski działacz komunistyczny i partyjny (ur. 1911)
  - Richard Antony Pilkington, brytyjski polityk (ur. 1908)
- 1977:
  - Zdzisław Gomoła, polski polityk, poseł na Sejm PRL (ur. 1918)
  - Bennett Hill, amerykański kierowca wyścigowy (ur. 1893)
  - Clarice Lispector, brazylijska dziennikarka, pisarka, tłumaczka pochodzenia ukraińsko-źydowskiego (ur. 1920)
- 1979:
  - Gerti Deutsch, austriacka fotografka, fotoreporterka (ur. 1908)
  - Fulton Sheen, amerykański duchowny katolicki, biskup Rochester (ur. 1895)
  - Wanda Zwolska, polska historyk dydaktyki, wykładowczyni akademicka (ur. 1913)
- 1980 – Benedykt, prawosławny patriarcha Jerozolimy (ur. 1892)
- 1981:
  - Daniel Faulkner, amerykański policjant (ur. 1955)
  - Rudy Scholz, amerykański rugbysta, prawnik (ur. 1896)
  - Rudolf Viertl, austriacki piłkarz (ur. 1902)
- 1982:
  - Paul Godwin, polski skrzypek, dyrygent pochodzenia żydowskiego (ur. 1902)
  - Leon Jaworski, amerykański prawnik pochodzenia polskiego (ur. 1905)
  - Janusz Patrzykont, polski koszykarz (ur. 1912)
  - Józef Smaga, radziecki i polski generał (ur. 1896)
- 1983:
  - Mieczysław Bielański, polski lutnik (ur. 1914)
  - János Flesch, węgierski szachista, autor książek szachowych (ur. 1933)
  - Lech Zygmunt Makowiecki, polski inżynier, geofizyk (ur. 1915)
- 1984 – Leszek Prorok, polski żołnierz AK, prozaik, eseista, dramaturg (ur. 1919)
- 1985:
  - Ireneusz Iredyński, polski prozaik, dramaturg, poeta, scenarzysta, autor tekstów piosenek i słuchowisk (ur. 1939)
  - Kolle Lejserowitz, duński zapaśnik (ur. 1923)
- 1986 – Mieczysław Młotek, polski pułkownik, historyk wojskowości, działacz emigracyjny (ur. 1893)
- 1987:
  - János Bédl, węgierski trener piłkarski (ur. 1929)
  - Edward Mendel, polski historyk, wykładowca akademicki (ur. 1924)
- 1988:
  - Henryk Fajt, polski kompozytor, pedagog (ur. 1912)
  - Henri Peyre, francuski teoretyk i historyk literatury, romanista, wykładowca akademicki (ur. 1901)
  - Władysław Stiasny, polski piłkarz, bramkarz (ur. 1906)
- 1989 – Marian Piechal, polski poeta, eseista, tłumacz (ur. 1905)
- 1990:
  - Stanisław Dawski, polski artysta plastyk, pedagog (ur. 1905)
  - Mike Mazurki, amerykański wrestler, aktor pochodzenia ukraińskiego (ur. 1907)
  - Stanisław Michalski, polski pedagog, historyk wychowania (ur. 1928)
- 1991:
  - Berenice Abbott, amerykańska fotografka (ur. 1898)
  - Helena Piszczatowska, polska porucznik AK, uczestniczka powstania warszawskiego (ur. 1898)
- 1992:
  - Vincent Gardenia, amerykański aktor pochodzenia włoskiego (ur. 1922)
  - Kazimierz Józef Hess, polski komandor podporucznik (ur. 1912)
- 1993:
  - Karl-Erik Åström, szwedzki biegacz narciarski (ur. 1924)
  - Danny Blanchflower, północnoirlandzki piłkarz, trener (ur. 1926)
  - Jan Flis, polski geograf, wykładowca akademicki (ur. 1912)
  - Rymbek Iljaszew, radziecki i kazachski polityk (ur. 1910)
  - Ryszard Trenkler, polski duchowny luterański (ur. 1912)
- 1994:
  - Max Bill, szwajcarski architekt, rzeźbiarz (ur. 1908)
  - Alex Wilson, kanadyjski lekkoatleta, sprinter i średniodystansowiec (ur. 1907)
- 1995:
  - Mario Brini, włoski duchowny katolicki, arcybiskup, nuncjusz apostolski (ur. 1908)
  - Charles Douw van der Krap, holenderski komandor (ur. 1908)
  - Katharine Way, amerykańska fizyk jądrowa, wykładowczyni akademicka (ur. 1902)
  - Władysław Zastawny, polski ekonomista, wykładowca akademicki (ur. 1924)
- 1996:
  - Mary Leakey, brytyjska archeolog, paleoantropolog (ur. 1913)
  - Lee Ki-joo, południowokoreański piłkarz, trener (ur. 1926)
  - Alain Poher, francuski polityk (ur. 1909)
- 1998:
  - Archie Moore, amerykański bokser (ur. 1913)
  - Włodzimierz Saar, polski aktor (ur. 1930)
  - Wiesław Stępniewski, polski konstruktor lotniczy (ur. 1909)
- 2000:
  - Stanley Kronenberg, amerykański fizyk, filatelista pochodzenia polskiego (ur. 1927)
  - Zdzisław Pyzik, polski poeta, autor tekstów piosenek (ur. 1917)
- 2001 – Józefina Pellegrini-Osiecka, polska aktorka, piosenkarka (ur. 1921)
- 2002 – Stan Rice, amerykański malarz, poeta (ur. 1942)
- 2003:
  - Stanisław Akielaszek, polski filolog klasyczny, działacz polonijny (ur. 1916)
  - Irena Suchorzewska, polska pisarka, poetka (ur. 1913)
- 2004:
  - Philippe Gigantès, kanadyjski dziennikarz, korespondent wojenny (ur. 1923)
  - Kim Dong-jo, południowokoreański polityk (ur. 1918)
- 2005:
  - Helmut Sakowski, niemiecki prozaik, dramaturg, polityk (ur. 1924)
  - György Sándor, amerykański pianista pochodzenia węgierskiego (ur. 1912)
  - Robert Sheckley, amerykański pisarz science fiction (ur. 1928)
  - Boris Taslitzky, francuski malarz pochodzenia żydowskiego (ur. 1911)
- 2006:
  - Georgia Gibbs, amerykańska piosenkarka (ur. 1919)
  - Ernesto Gutiérrez, argentyński piłkarz (ur. 1925)
- 2007:
  - Ryszard Reiff, polski polityk, publicysta (ur. 1923)
  - Kurt Schmied, austriacki piłkarz, bramkarz (ur. 1926)
- 2008:
  - Jurij Głazkow, rosyjski pilot wojskowy, kosmonauta (ur. 1939)
  - Dražan Jerković, chorwacki piłkarz (ur. 1936)
  - Władysław Ślesicki, polski reżyser filmowy (ur. 1927)
  - Karl Ferdinand Werner, niemiecki historyk, mediewista (ur. 1924)
- 2009:
  - Rodrigo Carazo Odio, kostarykański ekonomista, polityk, prezydent Kostaryki (ur. 1926)
  - Emil Kramer, szwedzki żużlowiec (ur. 1979)
  - Piotr Krzywicki, polski polityk, poseł na Sejm RP (ur. 1964)
  - Kjell Eugenio Laugerud García, gwatemalski generał, polityk, prezydent Gwatemali (ur. 1930)
- 2010:
  - Thorvald Strömberg, fiński kajakarz (ur. 1931)
  - Jerzy Tumaniszwili, polski kontradmirał (ur. 1916)
  - Mieczysław Tyczka, polski prawnik, wykładowca akademicki, prezes TK (ur. 1925)
- 2011:
  - Karol Mrowiec, polski duchowny katolicki, członek zgromadzenia misjonarzy, muzykolog (ur. 1919)
  - Stanisław Podemski, polski dziennikarz, felietonista (ur. 1929)
- 2012:
  - Ivan Ljavinec, ukraiński duchowny greckokatolicki, biskup Acalissus, apostolski egzarcha greckokatolicki w Czechach (ur. 1923)
  - Patrick Moore, brytyjski astronom (ur. 1923)
  - Jenni Rivera, amerykańska piosenkarka (ur. 1969)
- 2013:
  - Kees Brusse, holenderski aktor (ur. 1925)
  - Barbara Hesse-Bukowska, polska pianistka, pedagog (ur. 1930)
  - Eleanor Parker, amerykańska aktorka (ur. 1922)
- 2014:
  - Jorge María Mejía, argentyński kardynał (ur. 1923)
  - Leszek Pasieczny, polski ekonomista, wykładowca akademicki (ur. 1930)
  - Blagoje Paunović, serbski piłkarz (ur. 1947)
- 2015:
  - Soshana Afroyim, austriacka malarka (ur. 1927)
  - Carlo Furno, włoski kardynał, dyplomata (ur. 1921)
  - Jan Roman Haftek, polski neurochirurg (ur. 1928)
  - Akiyuki Nosaka, japoński pisarz (ur. 1930)
  - Igino Rizzi, włoski skoczek narciarski (ur. 1924)
  - Julio Terrazas Sandoval, boliwijski duchowny katolicki, arcybiskup Santa Cruz de la Sierra, kardynał (ur. 1936)
  - Matthew Shija, tanzański duchowny katolicki, biskup Kahamy (ur. 1924)
- 2017:
  - Franciszek Bobrowski, polski górnik, związkowiec, polityk, senator RP (ur. 1950)
  - Leonid Broniewoj, rosyjski aktor (ur. 1928)
  - Benjamin Massing, kameruński piłkarz (ur. 1962)
  - Stanisław Pajka, polski pedagog, działacz społeczny (ur. 1934)
  - Lionginas Šepetys, litewski pisarz, architekt, historyk sztuki (ur. 1927)
- 2018:
  - Ewa Berger-Jankowska, polska aktorka (ur. 1935)
  - William Blum, amerykański historyk, dziennikarz, pisarz (ur. 1933)
  - Riccardo Giacconi, włoski astrofizyk, laureat Nagrody Nobla (ur. 1931)
  - Dariusz Mróz, polski bokser, trener (ur. 1969)
  - Guire Poulard, haitański duchowny katolicki, arcybiskup Port-au-Prince (ur. 1942)
- 2019:
  - Marie Fredriksson, szwedzka wokalistka, kompozytorka, członkini duetu Roxette (ur. 1958)
  - Stanisław Kasprzysiak, polski architekt, archeolog, prozaik, tłumacz (ur. 1931)
  - José Mauro Ramalho de Alarcón Santiago, brazylijski duchowny katolicki, biskup Iguatú (ur. 1925)
- 2020:
  - Henryk Bardijewski, polski pisarz, satyryk, autor sztuk scenicznych, słuchowisk radiowych i tekstów kabaretowych (ur. 1932)
  - Teodor Filipiak, polski prawnik, politolog, wykładowca akademicki (ur. 1929)
  - Bohdan Jałowiecki, polski socjolog, wykładowca akademicki (ur. 1934)
  - Wiaczasłau Kiebicz, białoruski inżynier, polityk, premier Białorusi (ur. 1936)
  - Alex Olmedo, peruwiański tenisista (ur. 1936)
  - Paolo Rossi, włoski piłkarz (ur. 1956)
- 2021:
  - Ryszard Brzuzy, polski związkowiec, polityk, poseł na Sejm kontraktowy (ur. 1961)
  - Giosuè Ligios, włoski samorządowiec, polityk, senator, eurodeputowany (ur. 1928)
  - Carmen Salinas, meksykańska aktorka (ur. 1933)
  - Al Unser, amerykański kierowca wyścigowy (ur. 1939)
  - Lina Wertmüller, włoska reżyserka i scenarzystka filmowa (ur. 1928)
  - Cara Williams, amerykańska aktorka (ur. 1925)
- 2022:
  - Mihály Huszka, węgierski sztangista (ur. 1933)
  - Joseph Kittinger, amerykański pilot wojskowy, skoczek spadochronowy, baloniarz (ur. 1928)
  - Ruth Madoc, brytyjska aktorka (ur. 1943)
  - Abraham Nehmé, libański duchowny melchicki, arcybiskup Himsu (ur. 1927)
- 2023:
  - Raymond Goedert, amerykański duchowny katolicki, biskup pomocniczy Chicago (ur. 1927)
  - Maksim Huscik, białoruski narciarz dowolny (ur. 1988)
  - Walter Leiser, szwajcarski wioślarz (ur. 1931)
  - Carles Soler Perdigó, hiszpański duchowny katolicki, biskup pomocniczy Barcelony, biskup Girony (ur. 1932)
- 2024:
  - Bogusław Grzesik, polski elektrotechnik, wykładowca akademicki (ur. 1940)
  - Gerd Heidemann, niemiecki dziennikarz (ur. 1931)
  - Janusz Jackowski, polski trener lekkoatletyczny, wykładowca akademicki (ur. 1930)
  - Marian Młynarski, polski biolog, herpetolog, profesor nauk przyrodniczych, muzealnik, żołnierz AK (ur. 1926)